# A Huguenot
A Huguenot, volledige titel A Huguenot, on St. Bartholomew's Day, Refusing to Shield Himself from Danger by Wearing the Roman Catholic Badge (Nederlands: Een hugenoot weigert op Bartholomeusdag het katholieke teken te dragen om zichzelf tegen gevaar te beschermen) is een schilderij van de prerafaëlitische Engelse kunstschilder John Everett Millais, geschilderd in 1852, olieverf op linnen, 92,7 x 62,1 centimeter groot. Het toont een scène waarbij een jonge vrouw haar geliefde, een Hugenoot, tevergeefs een witte armband probeert om te doen, welke hem bescherming moet bieden ten tijde van de Bartholomeusnacht. Het schilderij bevindt zich in de particuliere collectie van de erven van de Britse diplomaat, baron en kunstverzamelaar Roger Makins (1904-1996)

## Hugenoten, Bartholomeusnacht
De hugenoten waren de Franse aanhangers van Calvijn. In het katholieke Frankrijk kwam het vanaf 1562 tot bloedige godsdienstoorlogen, waarbij vele hugenoten werden vermoord. Het dieptepunt vond plaats te Parijs tijdens Bartholomeusnacht op 22 augustus 1572. Op instigatie van Karel IX van Frankrijk werden toen onder aanvoering van Hendrik I van Guise de voornaamste leiders van de protestanten gelyncht en in de waanzin die volgde werden ook nog 2000 andere hugenoten afgeslacht. In de loop van de daaropvolgende maanden verspreidde zich een golf van geweld over heel Frankrijk, waarbij uiteindelijk ongeveer 20.000 hugenoten de dood zouden vinden.
Na afloop van de Bartholomeusnacht beval paus Gregorius XIII het Te Deum zingen en een triomfpenning slaan. Deze pauselijke reactie heeft binnen de geschiedenis van de katholieke kerk altijd als sterk controversieel gegolden, gezien de impliciete goedkeuring voor de slachtpartij die er uit afgeleid zou kunnen worden.
Millais lijkt met zijn A Huguenot expliciet afstand te nemen van eerdere sympathieën voor de Oxford Movement, een toentertijd sterk omstreden stroming in de hogere kringen van de Anglicaanse Kerk, die toenadering zocht de katholieke kerk en streng liturgische beginselen voorstond. Hij zou tot het thema zijn overgehaald door zijn vriend William Holman Hunt, nadat hij eerder voornemens zou zijn geweest een 'gewoon liefdeskoppel' te schilderen. Inspiratie vond hij ook in de opera Les Huguenots van Giacomo Meyerbeer, waarin de specifieke situatie wordt uitgebeeld.

## Afbeelding

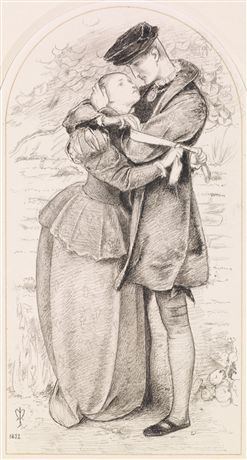
Studie, 1852.

Millais toont in A Huguenot een jong liefdeskoppel ten tijde van de Bartholomeusnacht. Om haar protestantse geliefde van een vrijwel zekere dood te redden probeert een katholieke vrouw een wit lint om zijn bovenarm te binden, het afgesproken teken van de katholieken. Met een afwerend gebaar maakt hij echter duidelijk liever te willen sterven dan zijn geloof te verzaken. Centraal thema van het werk is daarmee de tweestrijd tussen liefde en plicht, met alle bijkomende emoties. De psychologische spanning en tweestrijd concentreert zich met name in de handen van de hugenoot: met zijn ene hand streelt hij het gelaat van zijn geliefde, met de andere hand trekt hij het lint weer los.
A Huguenot is het eerste werk van Millais uit een serie van drie historisch anekdotische schilderwerken waarin hij gewone mensen afbeeldde in conflictsituaties. De andere twee zijn The Order of Release 1746 (1852) en The Proscribed Royalist (1853). Ook het latere The Black Brunswicker (1860) wordt wel tot deze reeks gerekend. De werken markeren een zekere breuk met zijn periode als lid van de Prerafaelite Brotherhood, die zich kenmerkt door de aandacht voor Middeleeuwse onderwerpen, lineaire scherpte en grote zin voor precisie en detail. Na 1851 wordt zijn penseelstreek enigszins losser en zijn tekenstijl spontaner, hetgeen voor het eerst zichtbaar wordt in A Huguenot. Niettemin is de breuk in dit werk nog verre van volledig en met name de weergave van de oude overwoekerde muur op de achtergrond is nog steeds haarscherp, net als in zijn eerdere werken. Deze muur is overigens meer dan louter decor en heeft een bewust symbolische betekenis: de muur als afgesloten toekomstperspectief, de klimop als symbool van onafhankelijkheid, de witte klokjes voor standvastigheid, de netels voor smart en de oranjerode bloemen van de Oost-Indische kers als voorspelling van het wrede drama.
Millais maakte diverse studies voor het schilderij. Voor de hugenoot stond generaal Arthur Lemprière model, een vriend van de familie Millais. Voor de jonge vrouw poseerde het professionele model Anne Ryan, hoewel Millais soms ook Mary Hodgkinson, de vrouw van zijn halfbroer George, als vervangend model gebruikte. Anne Ryan poseerde ook voor de vrouw in The Proscribed Royalist.
A Huguenot werd in 1852 tentoongesteld bij de Royal Academy of Arts, samen met Ophelia, dat zijn bekendste werk zou worden. Voor het eerst in zijn carrière waren de kritieken uitermate lovend. Voor Millais zijn betekende het zijn definitieve doorbraak en acceptatie als vooraanstaand kunstschilder.

## Galerij

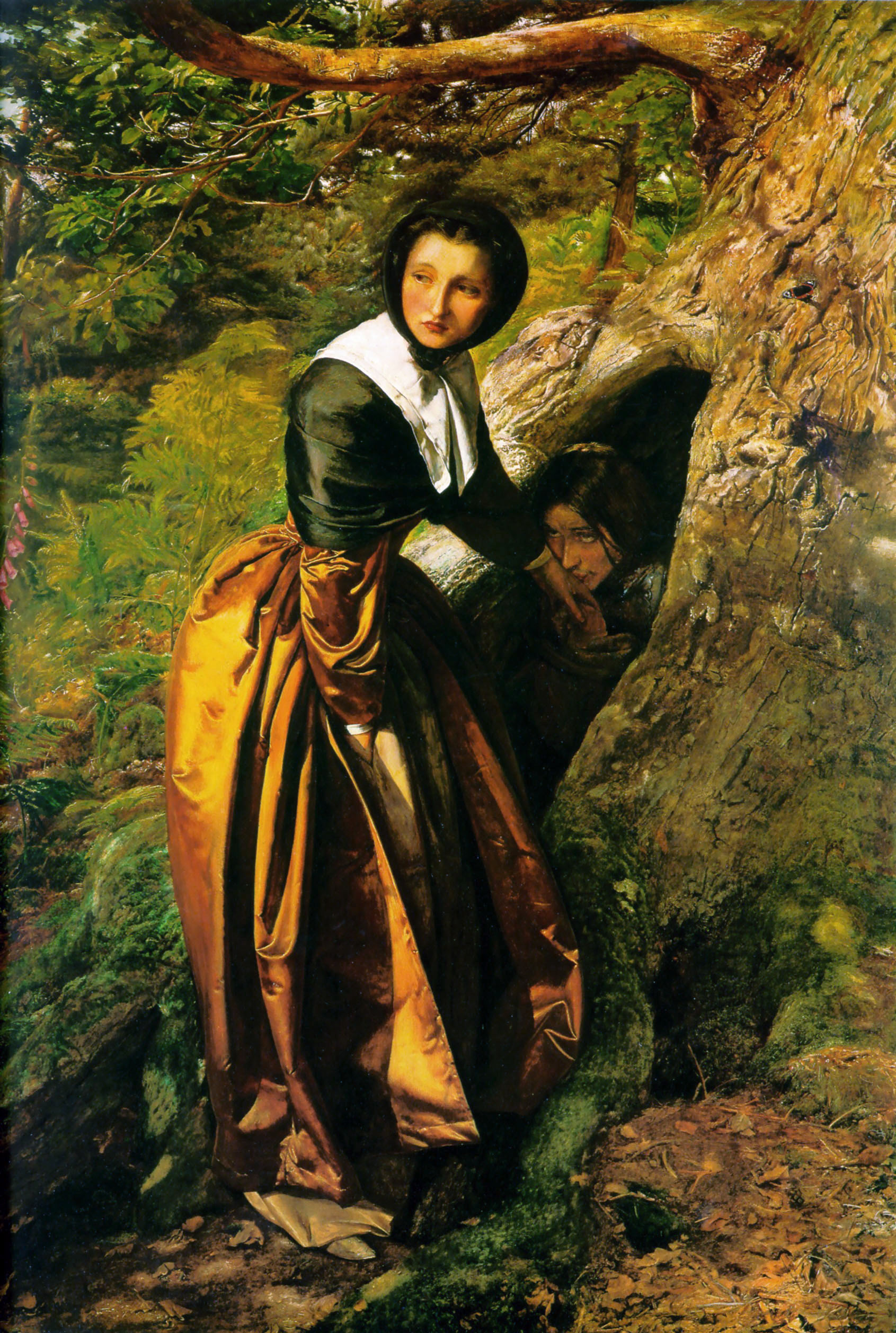
The Proscribed Royalist: een jonge puriteinse vrouw verbergt een cavalier in een hol na de Slag bij Worcester (1651), waar ze door Cromwell werden verslagen. De scène refereert aan een incident toen Karel II aan zijn belagers ontkwam door in een boom te klimmen.
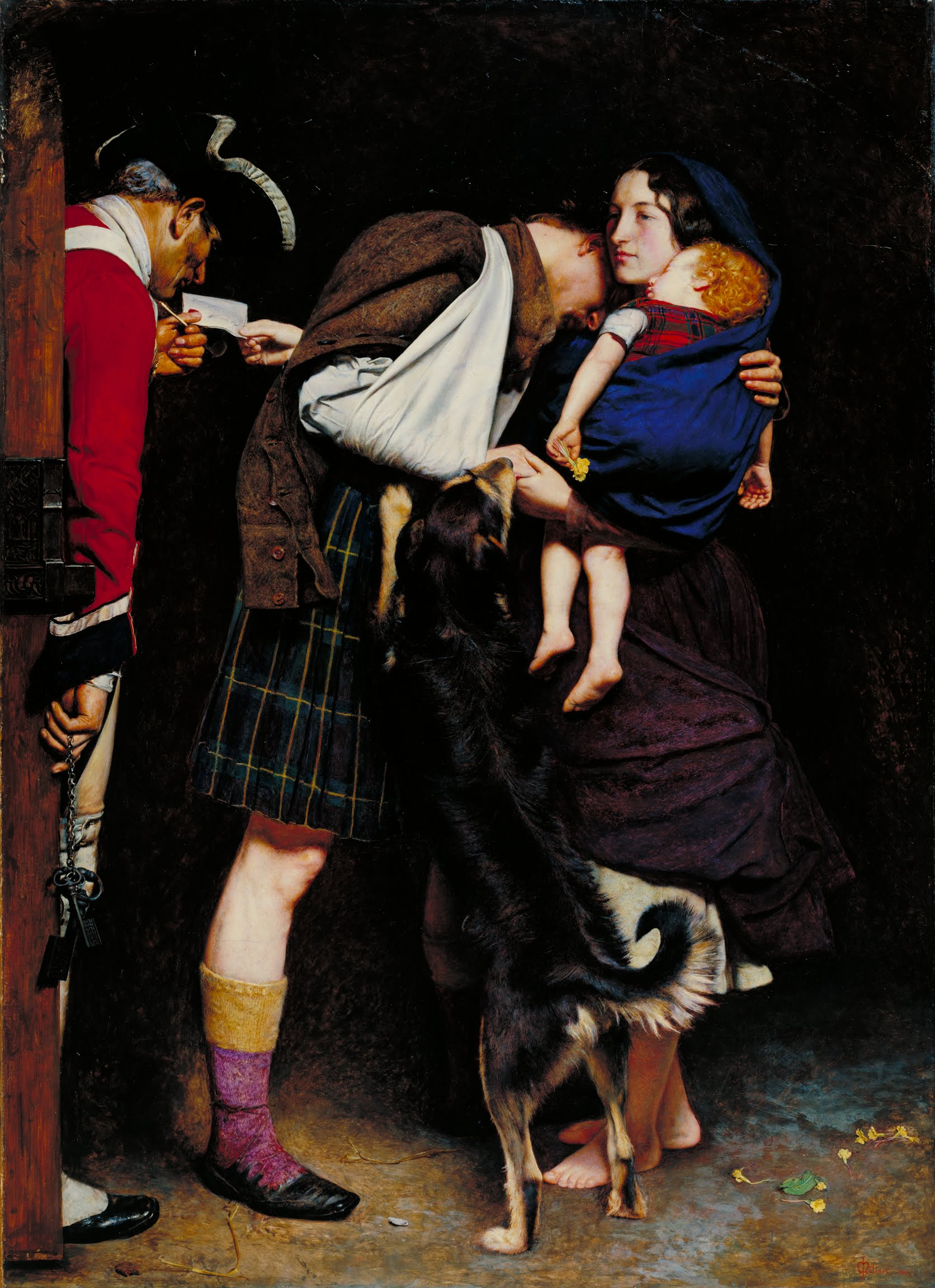
The Order of Release 1746: een Schotse man die tijdens de Jakobitische opstand van 1745 gevangen is gezet wordt herenigd met zijn familie. De scène wordt door Millais uitgebeeld als een moment vol tragiek, zonder sentiment.
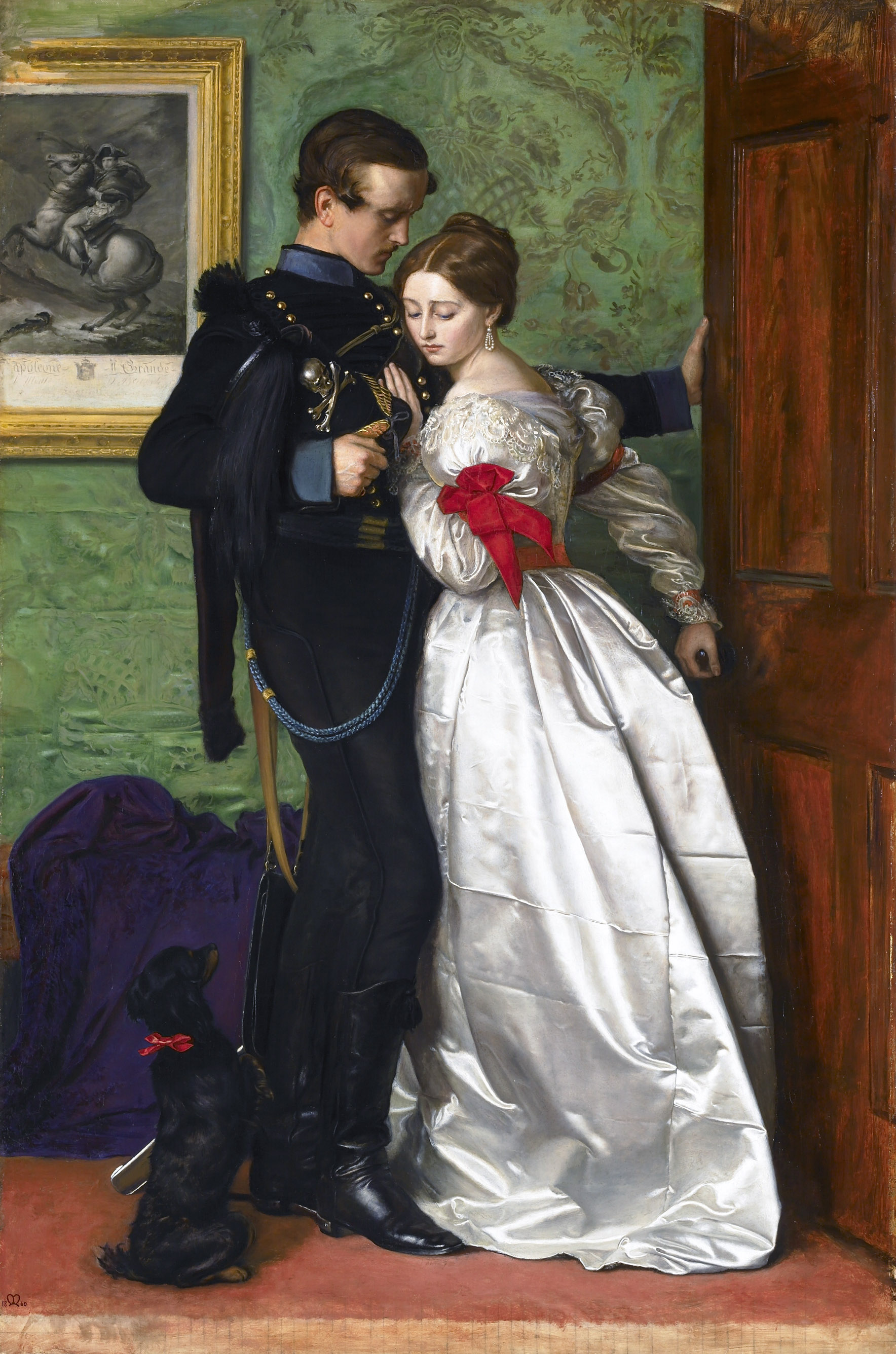
The Black Brunswicker: een lid van het vrijwilligerskorps Black Brunswickers (Duits: Schwarze Schar) verlaat zijn huis om slag te leveren te Waterloo; zijn vrouw wil hem tegenhouden, trekt de deur dicht, terwijl hij hem weer open duwt.